# Ragdoll (gatto)
Il Ragdoll è una razza di gatto di selezione nordamericana con gli occhi azzurri e un manto colourpoint particolare. È un animale muscoloso e di grandi dimensioni, con un pelo semilungo, morbido e setoso. Sviluppato a partire dagli anni sessanta dall'allevatrice statunitense Ann Baker, è conosciuto per il suo temperamento docile e tranquillo e la natura affettuosa. Il nome Ragdoll (bambola di pezza) deriva appunto dal comportamento di questo gatto, molto rilassato quando preso tra le braccia. Particolarmente popolare nel Regno Unito e negli Stati Uniti, i gatti Ragdoll sono conosciuti come "gatti somiglianti a cani" a causa del loro comportamento come la tendenza a seguire le persone nell'ambiente, l'essere a proprio agio quando vengono manipolati fisicamente e la loro relativa mancanza di aggressività verso altri animali domestici; possono anche essere addestrati per riportare oggetti.

## Storia
Negli anni sessanta, una gatta domestica bianca a pelo lungo senza pedigree chiamata Josephine produsse diverse cucciolate di gatti particolari. Josephine era di tipo Persiano/Angora ed ebbe cucciolate generate da diversi maschi Birmani (o Burmesi), una delle quali era la colorazione Siamese. Josephine successivamente produsse gattini con un temperamento docile, placido, di natura affettuosa e con la tendenza a rilassarsi quando venivano presi in braccio. Quando una cucciolata successiva ne generò altri dallo stesso comportamento, Ann Baker acquistò parecchi gattini dal proprietario, suo vicino di casa. Pensando che avessero qualcosa di speciale, decise di creare quelli che oggi sono conosciuti come Ragdoll. Questa razza è stata selezionata per molti anni ricercando i tratti desiderabili, come le grandi dimensioni, il comportamento docile, la tendenza ad abbandonarsi quando presi in braccio e la suggestiva colorazione.
Da quelle prime cucciolate nacquero Blackie, un simil Birmano maschio tutto nero e Daddy Warbucks, un seal point con zampe posteriori bianche. Daddy Warbucks generò la fondatrice bicolore femmina Fugianna e Blackie generò Buckwheat, una simil Birmana femmina marrone scuro/nera. Sia Fugianna sia Buckwheat erano figlie di Josephine. Tutti i Ragdoll discendono dai gatti dell'allevatrice Ann Baker attraverso gli accoppiamenti di Daddy Warbucks con Fugianna e Buckwheat.
Ann Baker, con una mossa insolita, rifiutò di affiliarsi alle associazioni tradizionali di allevatori di gatti. Registrò invece il marchio "Ragdoll", istituendo un proprio registro (International Ragdoll Cat Association, IRCA, 1971 circa) e applicò standard rigorosi per chiunque volesse allevare o vendere gatti con quel nome. Il Ragdoll non poté essere censito da altre associazioni di razze di gatti. L'IRCA esiste ancora oggi, ma è piuttosto piccola, specialmente dopo la morte di Ann Baker nel 1997. I gatti IRCA non vengono riconosciuti dalle principali organizzazione di razza felina o in esposizioni di gatti.
Nel 1975 un gruppo guidato dai coniugi Denny e Laura Dayton iniziò un paio di allevamenti di gatti IRCA e infine riuscì a sviluppare lo standard Ragdoll attualmente accettato dai registri felini principali, come il CFA e la FIFé, Fédération Internationale Féline.
In seguito alla diffusione della razza Ragdoll in America negli anni sessanta, un paio di allevamenti di Ragdoll fu esportato nel Regno Unito. Questi furono seguiti da altri otto gatti per stabilire completamente la razza nel Regno Unito, dove è riconosciuta dal Governing Council of the Cat Fancy.
Nel 1994 un secondo gruppo di allevatori decise di lasciare l'IRCA e formare una propria unione a causa di restrizioni sempre più severe di allevamento. In seguito questo gruppo stabilì la razza Ragamuffin. Poiché Ann Baker possedeva i diritti sul nome "Ragdoll", nessuno era legalmente in grado di chiamare i propri gatti Ragdoll fino al 2005, quando il marchio sul nome "Ragdoll" non fu rinnovato e il Ragdoll fu ufficialmente riconosciuto come razza nel 1992.
La maggiore associazione internazionale della razza Ragdoll è il Ragdoll Fanciers' Club International (RFCI).

## Descrizione della razza

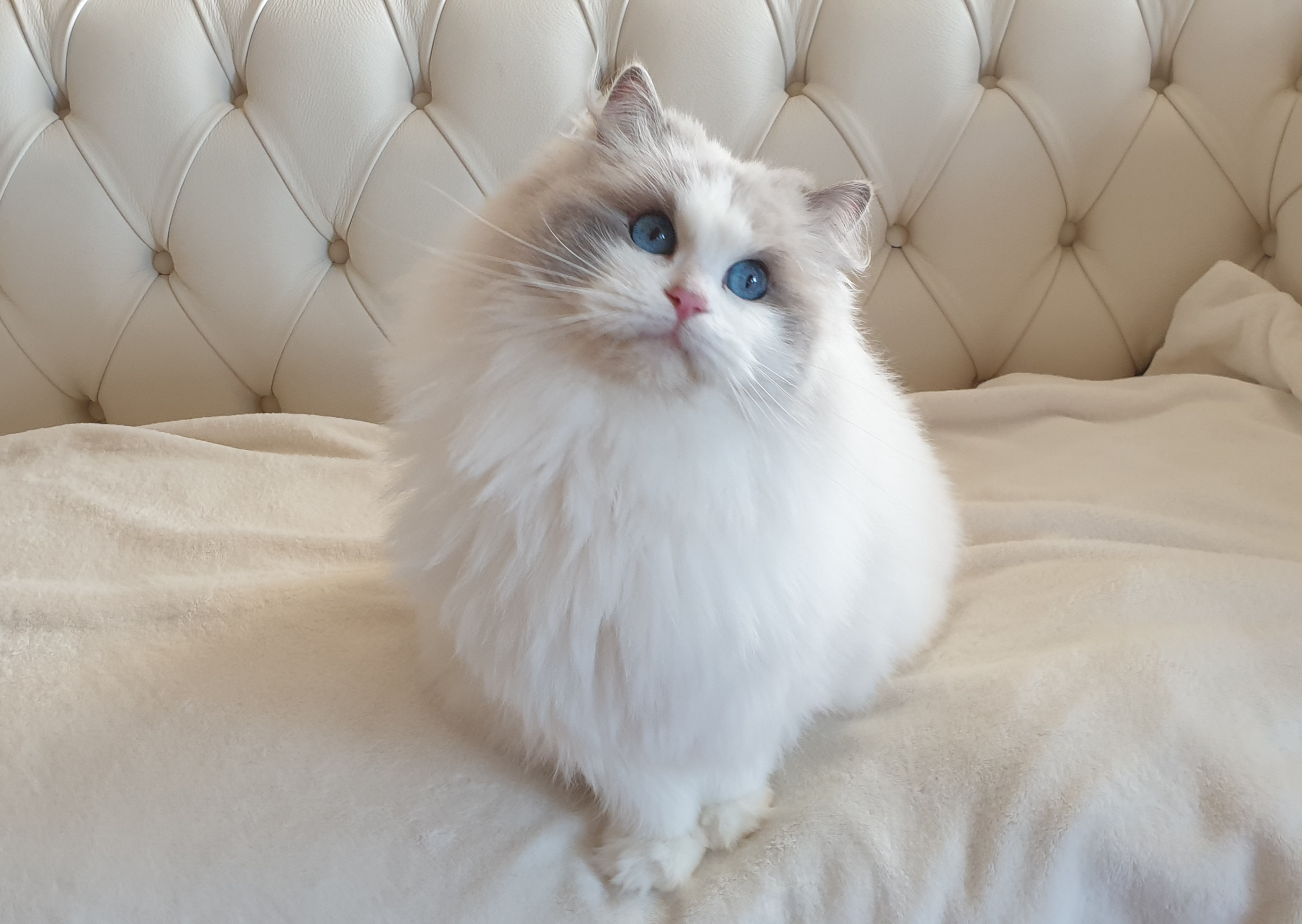
Afrodite, colore: blue point bicolor

### Temperamento
Il Ragdoll è di natura docile, calma e tranquilla, forse tramandata da razze come il Persiano o il Birmano, caratteristica che potrebbe essere una mutazione genetica. L'estrema docilità di alcuni individui ha portato al mito che i Ragdoll siano resistenti al dolore. Alcuni allevatori in Gran Bretagna hanno provato ad allevare la razza al di fuori dalla delicatezza, preoccupati che l'estrema docilità "potrebbe non essere nel migliore interesse del gatto".
Gli standard di razza descrivono il Ragdoll come affettuoso, intelligente e rilassato, docile e di indole serafica.

## Caratteristiche fisiche

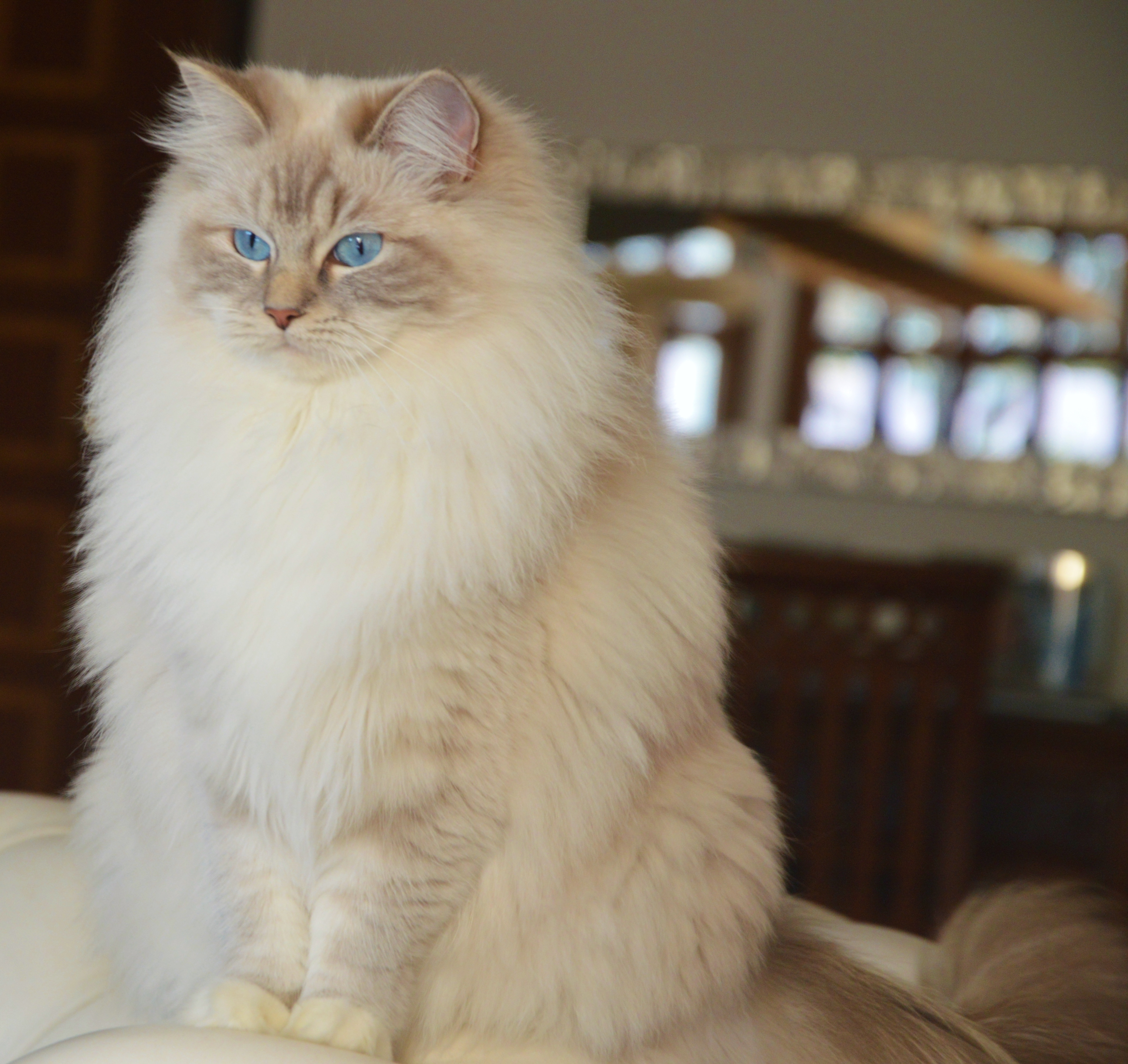
Vanity, colore: blue point mitted lynx

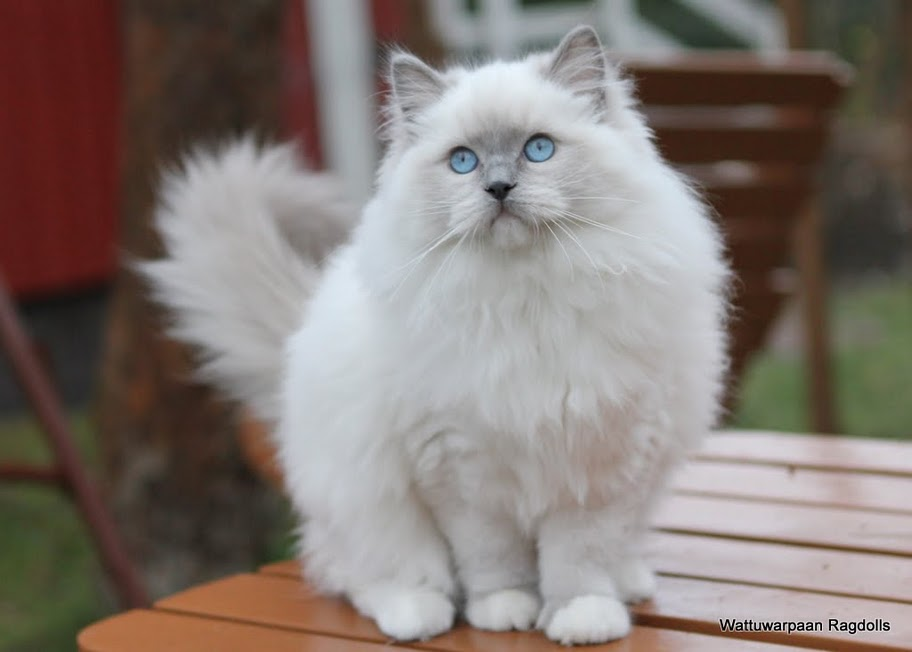
Giovane ragdoll nella varietà di colore blue mitted

Ragdoll seal mink lynx bicolor

Il Ragdoll è una delle razze più grandi di gatto domestico, con una corporatura robusta e muscolosa, e zampe proporzionate. Una femmina adulta pesa dai 3,6 ai 6,8 kg. I maschi vanno dai 5,4 ai 9,1 kg o più. I geni per il punto di colorazione sono responsabili per gli occhi azzurri. La tonalità di blu più intenso è preferita nelle esposizioni. Anche se la razza ha un manto setoso, che consiste principalmente di lunghi peli naturali, mentre la mancanza di un sottopelo denso, secondo la Cat Fanciers' Association, "riduce l'opacità e la muta".
I Ragdoll possono avere il manto di sei diversi colori: seal, cioccolato e rosso e i corrispondenti colori "diluiti": blu, lilla e crema. Questo include anche le variazioni lynx e tortie in tutti i colori e i tre disegni. I gattini Ragdoll nascono bianchi; hanno una buona colorazione nelle 8-10 settimane e una colorazione completa del mantello a 3-4 anni di età. I tre differenti disegni sono:
- Colourpoint: un colore più scuro alle estremità (naso, orecchie, coda, zampe).
- Mitted: come il colourpoint, ma con addome e zampe bianche. Con o senza una fiammata (una linea bianca o macchia sul muso), ma deve avere una "striscia di pancia" (striscia bianca che corre dal mento ai genitali) e un mento bianco. I Ragdoll mitted, che non erano permessi nei premi della CFA fino alla stagione 2008-2009, sono spesso confusi con i Birmani. Il modo più semplice per riconoscere la differenza è la dimensione (il Ragdoll è più grande) e il mento colorato (i Ragdoll Mitted hanno un mento bianco[16], mentre nei Birmani è colorato), sebbene gli allevatori riconoscano le due razze anche dalla forma della testa e dall'ossatura.
- Bicolor: zampe bianche, V bianca rovesciata sul muso, addome bianco e macchie a volte bianche sulla schiena. (Quantità eccessive di bianco, o "bianco elevato", su un bicolor è noto come il disegno Van, anche se questo non avviene spesso come per gli altri disegni.)

Varianti:
- Lynx: una variante dei tipi suddetti con un mantello tigrato.[17]
- Tortoiseshell o "tortie" (tartarugato): una variante famosa del mantello variegato o tricolore[18] dei disegni suddetti.

## Galleria d'immagini

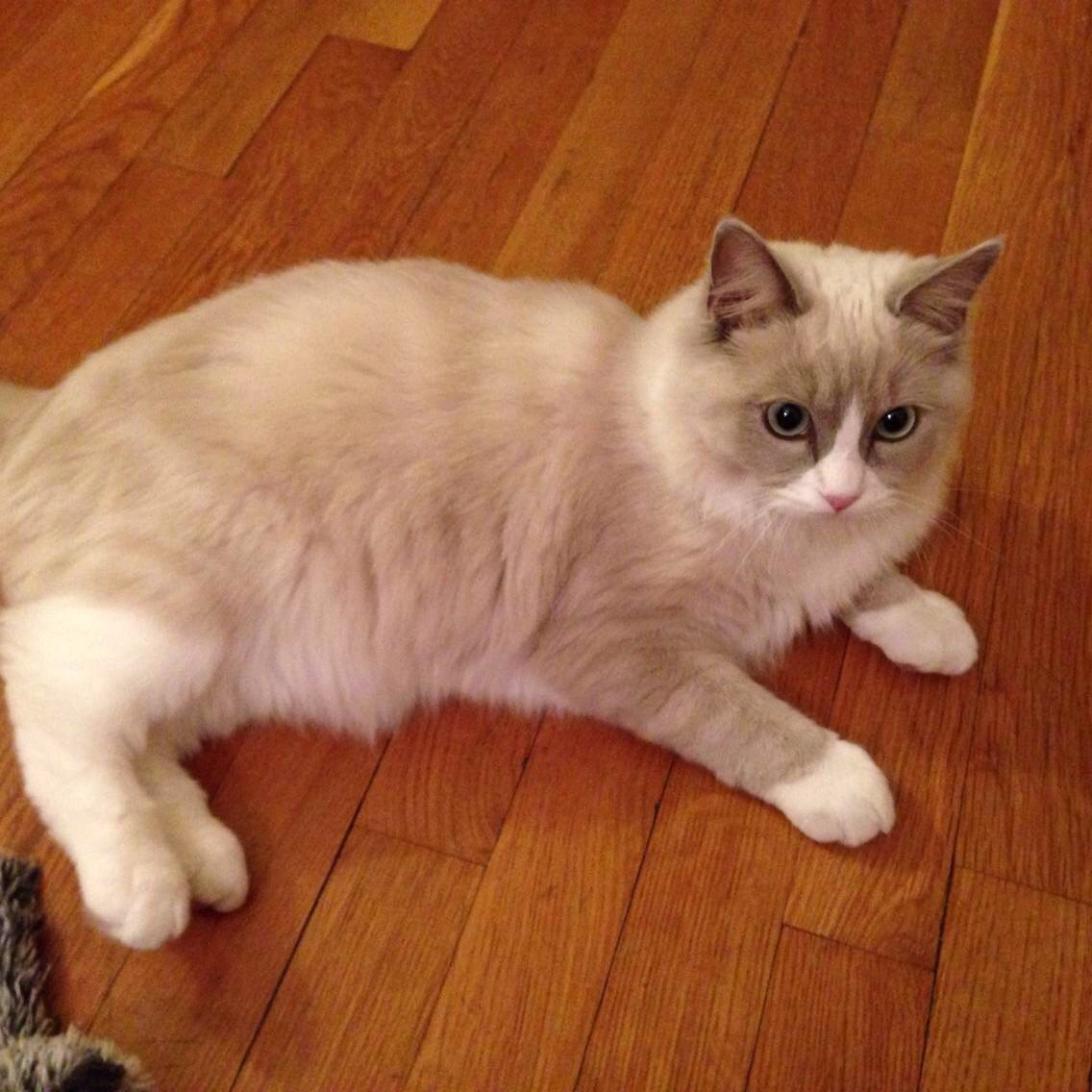
Un ragdoll blu bicolor femmina.
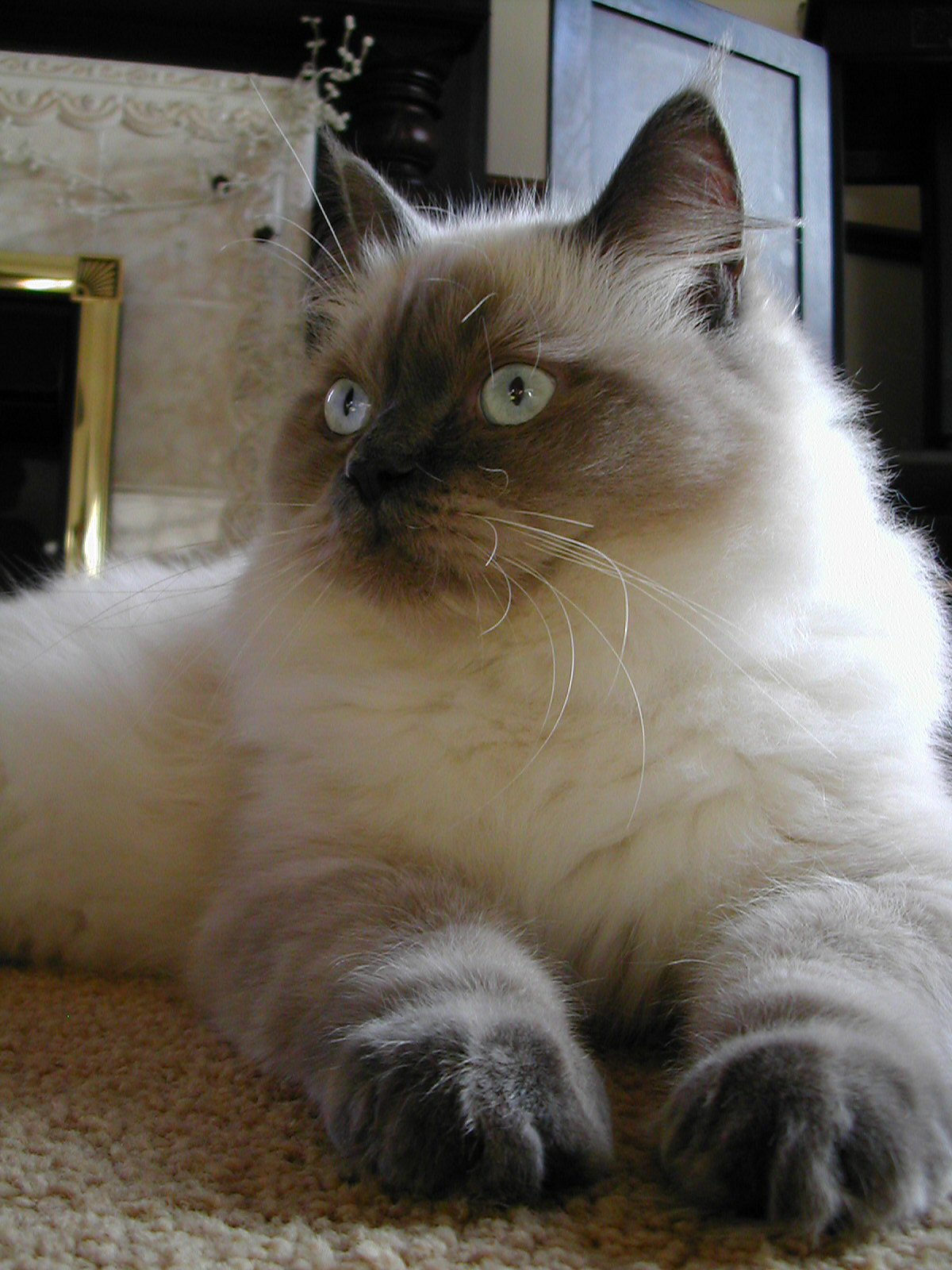
Un ragdoll blue pointed con estremità più scure.
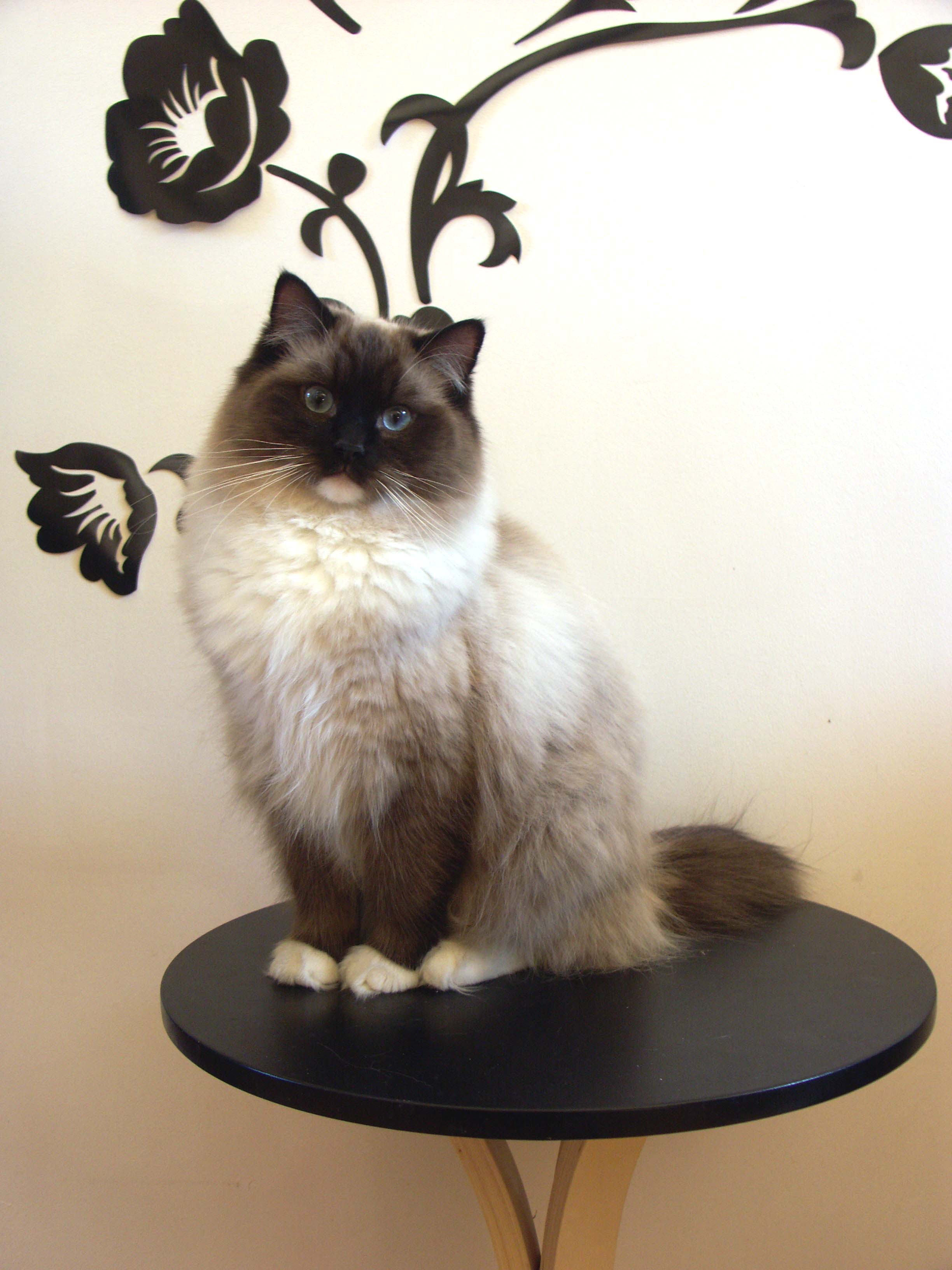
Il disegno mitted è simile al pointed con l'eccezione delle zampe, mento e addome bianchi.
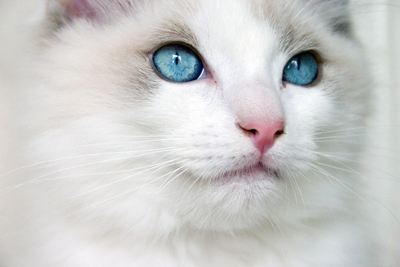
Gattino ragdoll con occhi blu. La macchia bianca nella forma di una 'V' rovesciata sul muso indica un disegno bicolor.
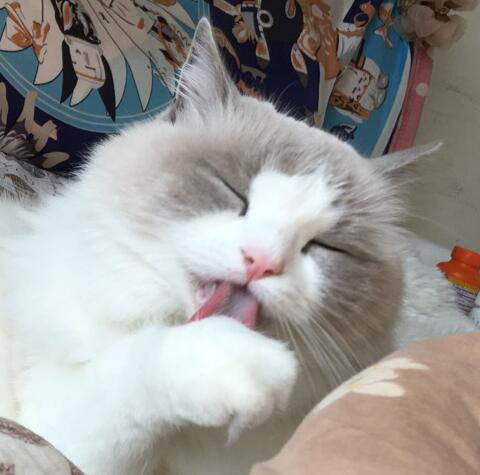
Un ragdoll blu bicolor si lava.
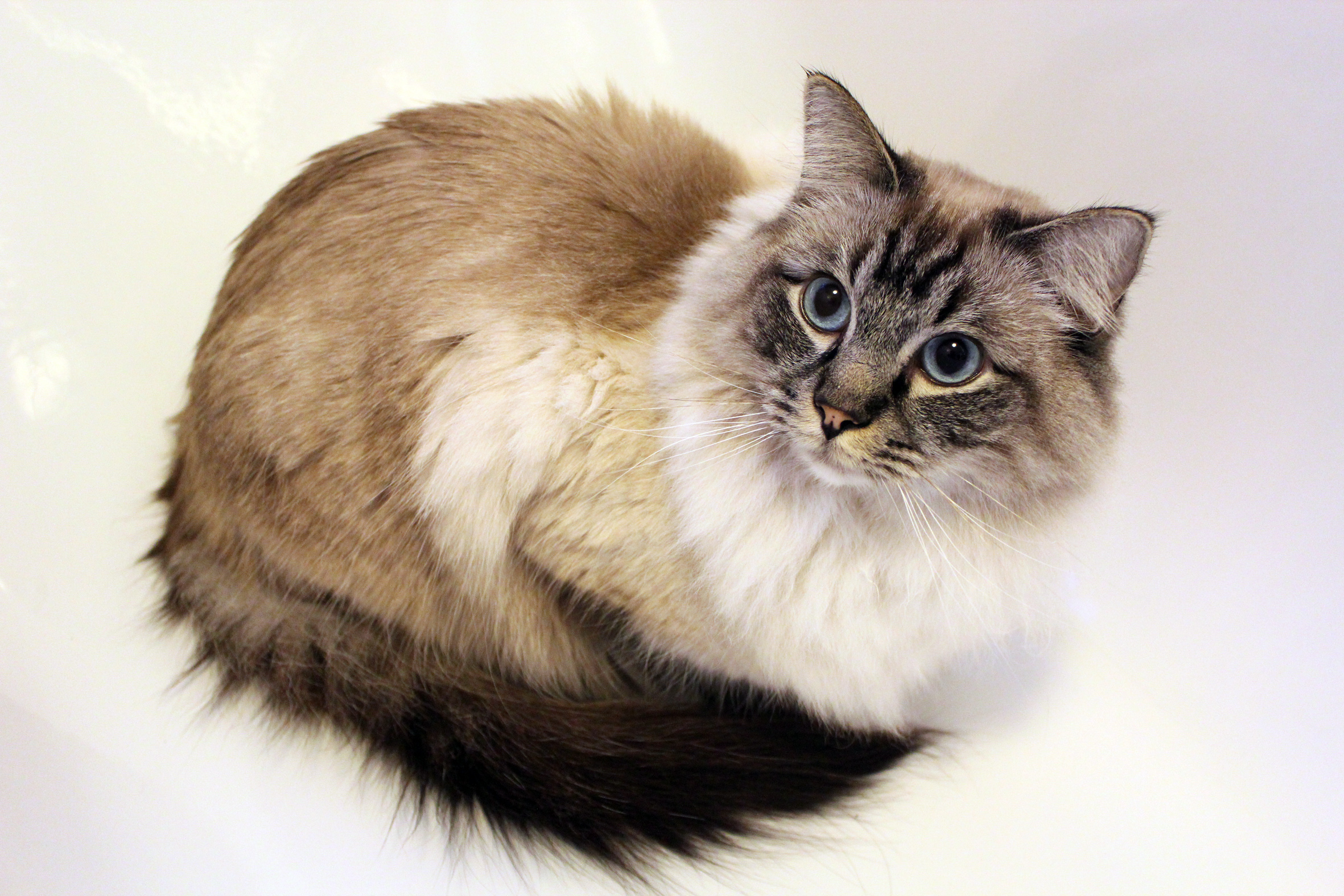
Un ragdoll seal lynx pointed, di tre anni.
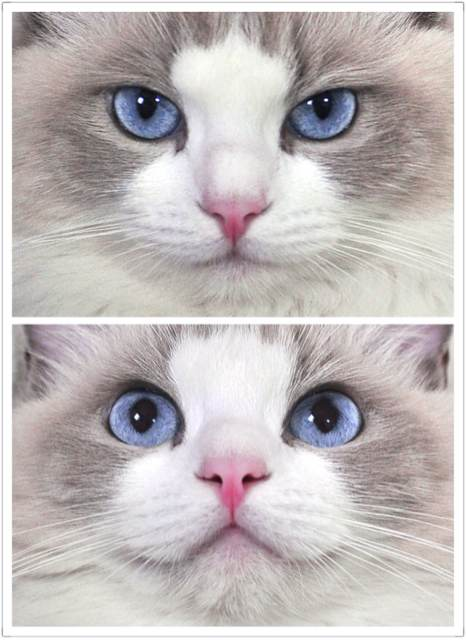
Un ragdoll blu bicolor femmina.

## Salute
Uno studio che utilizza dati sulle assicurazioni svedesi ha mostrato che tra le razze di gatto comune, il Ragdoll e il Siamese hanno il più basso tasso di sopravvivenza: vivono dai 12 ai 15 anni. Questo studio indica che i Ragdoll muoiono in maniera significativamente più alta di problemi urinari, principalmente per problemi ai reni/uretere, ma anche in parte per problemi urinari minori. Non è chiaro se sia un problema fuori dalla Finlandia, Svezia e Danimarca.
La consanguineità di base è grave: circa il 40%, a causa del numero molto limitato di gatti di fondazione. Attorno al 45% dei geni provengono da una sola fondatrice, Ann Baker.

### Cardiomiopatia ipertrofica
Cardiomiopatia ipertrofica (Hypertrophic cardiomyopathy) (HCM) è una comune malattia del cuore in tutti i gatti e la causa è comunemente genetica. La malattia causa l'ispessimento della parete del cuore, che pompa meno efficientemente e può, in alcuni casi, portare alla morte improvvisa. Nei Ragdoll omozigosi positiva, per la malattia (avendo due copie del gene HCM), la condizione può presentarsi presto (giovani entro i sei mesi) e tende a essere violenta, con la maggior parte dei gatti che periscono entro i tre anni. Eterozigosi (una copia del gene HCM) i gatti tendono ad avere un principio posticipato e una progressione più lenta della malattia con un impatto meno grave. Un test del DNA è stato sviluppato nel 2007 per identificare il gene che causa HCM nei Ragdoll. 
Allevamenti solo di Ragdoll sono esenti da questo gene (omozigosi negativa) facendo in modo che non sviluppi la forma di HCM associata con esso. Le frequenze alleliche della mutazione HCM R820W sui Ragdoll erano di 0,17 nei gatti in Italia e 0,23 nei gatti negli Stati Uniti nel 2013. Questo riferimento afferma che la prevalenza di R820W è del 30% nel Regno Unito. La prevalenza di HCM è stata trovata per essere del 2,9% (95% CI 2,7 -8,6%) in questo studio.

## Nella cultura di massa
- Il gatto nel film svedese Mr. Ove è un Ragdoll seal bicolor.
- Benjamin Button, il gatto di Taylor Swift, è un Ragdoll.
- il personaggio di Lardine del cartone animato Monster Allergy è un ragdoll